# Alexandre Torres
Carlos Alexandre Torres (Rio de Janeiro, 22 de Agosto de 1966), ou apenas Alexandre Torres, é um ex-futebolista que atuou como zagueiro entre 1985 e 2001.

## Carreira

### Jogador
Alexandre, filho do ex-futebolista Carlos Alberto Torres, campeão da Copa do Mundo de 1970, iniciou a carreira no Fluminense, onde o seu pai também iniciou a carreira. Ele chegou ao clube carioca em 1980, com apenas 14 anos. Com o tempo, Alexandre Torres foi subindo de categoria até fazer a sua estreia como profissional em 1985, quando conquistou o seu primeiro título, o Campeonato Carioca de 1985.
Em 1991, o jogador mudou de clube, passando a defender o Vasco da Gama. Pelo clube, Torres conquistou o inédito tricampeonato estadual (1992, 1993 e 1994).
Após três anos no clube vascaíno, Torres transferiu-se para o Japão, assinando um contrato com o Nagoya Grampus Eight. O jogador esteve ao serviço do clube nipônico por cinco anos, onde conquistou por duas vezes a Copa do Imperador.
Em 2000 regressou ao Brasil para defender novamente o Vasco da Gama. O seu regresso ao clube não foi fácil. Torres, que era ídolo no Japão, teve que disputar uma vaga na equipe com Mauro Galvão e Júnior Baiano. No início, com o treinador Abel Braga, ele teve algumas chances fazendo um revezamento com o veterano capitão da equipe, Mauro Galvão. Com a chegada de Oswaldo de Oliveira, o zagueiro teve uma oportunidade como titular, porém teve a infelicidade de sofrer uma fratura no pé. No ano seguinte, após a recuperação fraturou o mesmo pé.
Com 34 anos e duas fraturas seguidas, o jogador decidiu que seria melhor encerrar a carreira de jogador.

### Seleção Brasileira
Em 1992, Torres passava por uma boa fase que o fez ser convocado para a Seleção Brasileira. Em Fevereiro de 1992, disputou um amistoso contra a Seleção Americana. Foi mais tarde convocado novamente pelo treinador Carlos Alberto Parreira, porém sofreu uma lesão que fez com que fosse cortado da seleção.

### Fora dos campos
Torres fez alguns cursos de treinador e passou algum tempo na Inglaterra com o treinador Arsene Wenger, que foi seu treinador no Japão. Porém ele não se acostumou com a vida de treinador e decidiu abandonar a ideia.
Alexandre Torres afastou-se ainda mais dos gramados, mas não se desligou totalmente do futebol. Iniciou uma sociedade com ex-zagueiro Ricardo Rocha, com quem jogou no Vasco da Gama. A empresa criada pelos dois, RT Sports, tem parceria com o CRB e o Santa Cruz, e visa assessorar clubes e jogadores.
Hoje ele trabalha como Olheiro do Manchester United, e esteve no Sul-Americano Sub-20 2013 à pedido do clube para observar alguma possível contratação.
Em dezembro de 2016 foi anunciado como novo gerente de futebol do Fluminense.

## Títulos
Fluminense
- Campeonato Carioca: 1985
- Taça Guanabara: 1985
- Copa São Paulo de Futebol Júnior: 1986
- Torneio de Paris de Futebol: 1987
- Copa Kirin: 1987
- Torneio de Kiev de 1989
- Taça Rio: 1990

Vasco da Gama
- Campeonato Carioca: 1992, 1993 e 1994
- Campeonato Brasileiro: 2000
- Copa Mercosul: 2000
- Taça Guanabara: 1992 e 1994
- Taça Rio: 1992, 1993 e 2001
- Copa Rio Estadual: 1992 e 1993
- Torneio João Havelange: 1993
- Troféu Cidade de Zaragoza: 1993
- Troféu Cidade de Barcelona - 1993
- Torneio da Amizade (África): 1991

Nagoya Grampus Eight
- Copa do Imperador: 1995 e 1999